# Área metropolitana de Salisbury
El área metropolitana de Salisbury, o Área Estadística Metropolitana de Salisbury, MD MSA como la denomina oficialmente la Oficina de Administración y Presupuesto, es un Área Estadística Metropolitana centrada en la ciudad de homónima, en el estado estadounidense de Maryland. El área metropolitana tiene una población de 125.203 habitantes según el Censo de 2010, convirtiéndola en la 307.º área metropolitana más poblada de los Estados Unidos.

## Composición
Los 2 condados del área metropolitana, junto con su población según los resultados del censo 2010:
- Somerset – 26.470 habitantes
- Wicomico – 98.733 habitantes

## Área Estadística Metropolitana Combinada
El Área Estadística Metropolitana Combinada de Salisbury-Ocean Pines, MD CSA está formada por el área metropolitana de Salisbury junto con el Área Estadística Micropolitana de Ocean Pines, MD µSA
totalizando 176.657 habitantes en un área de 4.416 km².

## Principales comunidades del área metropolitana
Ciudad principal 
- Salisbury

Comunidades con más de 1.000 habitantes
- Crisfield
- Delmar
- Fruitland
- Pittsville
- Princess Anne

Comunidades con 500 a 1.000 habitantes
- Deal Island (lugar designado por el censo)
- Eden (lugar designado por el censo)
- Fairmount (lugar designado por el censo)
- Hebron
- Mount Vernon (lugar designado por el censo)
- Sharptown
- Willards

Comunidades con menos de 500 habitantes
- Chance (lugar designado por el censo)
- Dames Quarter (lugar designado por el censo)
- Frenchtown-Rumbly (lugar designado por el censo)
- Mardela Springs
- Smith Island (lugar designado por el censo)
- West Pocomoke (lugar designado por el censo)

Lugares no incorporados
| - Allen - Bivalve - Ewell - Kingston - Manokin - Marion Station - Nanticoke - Oriole - Parsonsburg - Powellville | - Quantico - Rhodes Point - Rohobeth - Tyaskin - Tylerton - Upper Fairmont - Wenona - Westover - Whitehaven - Upper Falls |